# 韦济 (卡尔瓦多斯省)
韦济（法語：Ouézy，法語發音：[wezi] ⓘ）是法国卡尔瓦多斯省的一个市镇，属于卡昂区。

## 地理
韦济（49°5'0"N, 0°6'12"W）面积4.55 平方千米，位于法国诺曼底大区卡爾瓦多斯省，该省份为法国西北部沿海省份，北濒大西洋英吉利海峡，东北与滨海塞纳省以海上边界相接，东临厄尔省，南至奧恩省，西与芒什省接壤。
与韦济接壤的市镇（或旧市镇、城区）包括：塞尼欧维涅、梅济东瓦莱多日。

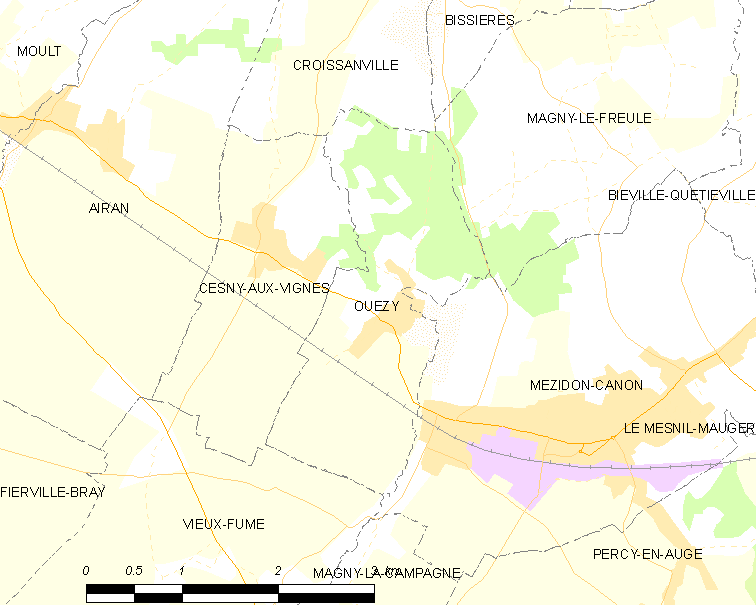
的OSM定位图

韦济的时区为UTC+01:00、UTC+02:00（夏令时）。

## 行政
韦济的邮政编码为14270，INSEE市镇编码为14482。

## 政治
韦济所属的省级选区为特罗阿恩县。

## 人口

1962-2008年间人口变化图示

韦济于2022年1月1日时的人口数量为232人。